# Quinto Ennio
Quinto Ennio (in latino Quintus Ennius; Rudiae, 239 a.C. – Roma, 169 a.C.) è stato un poeta, drammaturgo e scrittore romano.
Viene considerato, fin dall'antichità, il padre della letteratura latina, poiché fu il primo poeta a usare il latino come lingua letteraria in competizione con il greco.

## Biografia
Quinto Ennio nacque nel 239 a.C. a Rudiae, nei pressi di Lecce, città dell'antica Calabria (l'attuale Salento) in cui allora convivevano tre culture: quella greca che aveva come centro maggiore Taranto, quella osca dei centri minori indigeni italici, e quella dell'occupante romano: Aulo Gellio testimonia infatti che Ennio, pur vantandosi di discendere da Messapo (eroe eponimo della Messapia e dei Messapi), era solito dire di possedere "tre cuori" (tria corda), poiché sapeva parlare in greco, in latino e in osco.
Durante la seconda guerra punica militò in Sardegna e nel 204 a.C. vi conobbe Catone il Censore, che lo portò con sé a Roma. Qui ottenne la protezione di illustri uomini politici quali Scipione l'Africano e, poco tempo dopo, entrò in contatto con altri aristocratici del circolo degli Scipioni, filoelleni, come Marco Fulvio Nobiliore. Queste amicizie lo posero in conflitto con Catone, diffidente nei confronti delle altre culture e di quella greca in particolare.
Nel 189 a.C. Marco Fulvio Nobiliore, nella guerra contro la Lega etolica, condusse con sé Ennio come poeta al seguito, con il compito cioè di celebrare le gesta del generale (come in effetti fece nella tragedia praetexta Ambracia). Questo scandalizzò Catone in quanto comportamento contrario al costume degli avi, al mos maiorum. Cinque anni dopo Quinto Fulvio Nobiliore, figlio di Marco, gli assegnò dei terreni presso la colonia da lui dedotta a Pesaro e gli fece conferire la cittadinanza romana. Riconoscente, Ennio espresse orgogliosamente questa concessione:
(Quinto Ennio, Annales)
Ennio, messo a capo del collegium scribarum histrionumque, trascorse gli anni della vecchiaia in relativa orgogliosa miseria, con una sola serva al suo servizio, attendendo alla composizione delle sue tragedie e del poema epico:
(Cicerone, Cato Maior de senectute, 14 - trad. A. D'Andria)
Tra i suoi discepoli ricordiamo il nipote (figlio di sua sorella), il tragediografo e pittore Marco Pacuvio, e il commediografo Cecilio Stazio (con cui condivise l'abitazione). 
Pur sofferente di gotta, nell'anno stesso della morte fece rappresentare la sua ultima tragedia, il Tieste.
Ennio morì a Roma nel 169 a.C. Secondo la tradizione, in virtù dei suoi meriti poetici, oltre che per l'amicizia personale, fu sepolto nel sepolcro degli Scipioni, sull'antica Via Appia, dove fu raffigurato da un busto su cui era inciso un epitaffio in distici elegiaci che Cicerone credeva composto dallo stesso Ennio:
hic vestrum panxit maxima facta patrum.

Nemo me lacrumis decoret, nec funera fletu

faxit. Cur? Volito vivus per ora virum»
costui le massime gesta cantò dei vostri padri.

Nessuno di lacrime mi onori, né la mia morte

pianga. Perché? Volo vivo tra le bocche degli uomini»
(Quinto Ennio)

## Opere

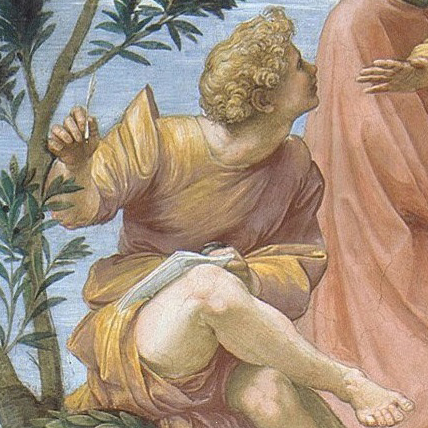
Ennio intento ad ascoltare Omero. Dettaglio dal Parnaso, affresco di Raffaello nelle Stanze Vaticane

Ennio sperimentò numerosi generi letterari, molti dei quali a Roma erano poco conosciuti o del tutto sconosciuti, tanto che è stato definito il vero padre della letteratura latina.
Della maggior parte di queste sue opere rimangono solo pochi frammenti e titoli.

### GliAnnales
Gli Annales furono il poema nazionale del popolo romano prima che fosse composta l'Eneide (29-19 a.C.). Ennio narrava la storia di Roma anno per anno, come spiega lo stesso titolo, dalle origini sino al 171, sino a poco prima della morte del poeta, dunque, avvenuta nel 169 a.C., e si ispira al modello greco, come farà poi Virgilio. L'opera era strutturata in 18 libri, suddivisi in tre esadi, cioè in tre gruppi di sei libri, ma rimangono solo 600 versi dei circa 30 000 originali.
Nel proemio dell'opera Ennio racconta che Omero stesso gli era apparso in sogno per rivelargli di essersi reincarnato in lui dopo avergli esposto la dottrina pitagorica della metempsicosi, ovvero della transmigrazione delle anime. Mentre nei primi libri sono raccontati gli eventi che vanno dalle origini all'invasione di Pirro (280-272), nei successivi il racconto arriva fino al 171 a.C., due anni prima della morte del poeta. Nel proemio della seconda esade, poi, Ennio polemizza con coloro che lo criticavano per aver introdotto l'esametro, polemizzando contro gli autori che scrivevano in saturni - con chiaro riferimento a Nevio, che comunque omaggiava, non ripetendo la narrazione della prima guerra punica - e racconta gli eventi dalle guerre puniche sino alla seconda guerra macedonica, mentre la terza esade è quasi del tutto andata perduta.

### Opere teatrali
Per quanto riguarda le composizioni drammatiche, per concorde affermazione degli antichi, Ennio eccelleva nella tragedia. Compose infatti le cothurnatae Achilles, Aiax, Alexander, Andromaca aechmalotis, Hectoris lytra, Hecuba, Ifigenia, Medea, Thyestes,  Telamon, Telephus. A parte, come praetextae, Sabinae e Ambracia, quest'ultima sulle gesta di Marco Fulvio Nobiliore in una spedizione contro gli Etoli nel 189 a.C., culminata nella presa della città di Ambracia. A noi restano venti titoli di tragedie enniane e 430 fra versi e frammenti di versi.
Ennio compose anche commedie, ma che non fosse altrettanto valente come poeta comico sarebbe testimoniato dal fatto che di esse restano solo pochissimi versi e due titoli: la Caupuncula e il Pancratiastes.

### Altre opere
L'Epicharmus era un poema in settenari trocaici, in cui si esponevano le teorie filosofiche di Epicarmo.
L'Euhemerus era invece un'opera in prosa in cui Ennio esponeva l'originale teoria teologica di Evemero (detta appunto evemerismo). Pare che di Ennio si tramandasse anche un'altra opera in prosa, indicata come Praecepta o Protrepticus, quasi del tutto ignota (anche se il secondo titolo rimanderebbe al genere omonimo).
Di aspetto alessandrino erano gli Hedyphagetica, poema didascalico in esametri in cui si elencavano le prelibatezze (soprattutto ittiche) del Mediterraneo. Alessandrineggiante era forse anche il Sota (abbreviazione del nome del poeta greco Sotade, vissuto al tempo di Tolomeo II), componimento in cui erano probabilmente raccolti argomenti osceni, a imitazione proprio della poesia di Sotade, nel caratteristico metro chiamato appunto "sotadeo".
In metri vari - ancora sotadei, oltre al senario giambico - erano poi le Saturae, forse il primo esempio della successiva satira latina. La grande varietà delle Saturae sarebbe dimostrata dal fatto che forse vi rientrava addirittura lo Scipio, poemetto epico-encomiastico del quale restano solo 14 versi, dedicato a Publio Cornelio Scipione, nel quale il condottiero viene descritto come perfetto exemplum di vir romanus. Di analogo tono celebrativo, infine, sono anche i resti degli epigrammi tramandati.

## Il mondo poetico e concettuale di Ennio
Ennio fu il primo poeta latino a scrivere un poema in esametri, il metro di Omero, che fu poi utilizzato da tutti i poeti epici successivi: il suo capolavoro, gli Annales, fu il primo poema epico a narrare la storia di Roma dalle origini facendo di Ennio il "vate" di Roma e tra i principali modelli stilistici del De rerum natura di Lucrezio e dell'Eneide di Virgilio. Scrisse numerose commedie e tragedie, di cui restano pochi frammenti, e da altri frammenti si ritiene che abbia scritto anche alcune satire, anticipando addirittura Lucilio, considerato il padre del genere. 
(Quinto Ennio)
Poiché i frammenti a noi pervenuti sono pochi e giunti per tradizione indiretta, non siamo capaci di valutare la struttura compositiva del poema maggiore e le tecniche della narrazione, ma emergono con sufficiente chiarezza le caratteristiche della lingua e lo stile elevato e solenne, che appaiono frutto di un geniale contemperamento di tratti tipicamente latini e audaci innovazioni grecizzanti. Ricorre spesso ad arcaismi internazionali, tratti distintivi di derivazione omerica (tanto che si presenta nel proemio come Omero redivivo, e Orazio stesso lo definisce alter Homerus, "secondo Omero"). Infatti fu ritenuto uno dei principali fautori dell'ellenizzazione; nonostante Catone fosse uno degli scrittori più attaccati alla cultura romana, riconobbe e apprezzò in Ennio le doti intellettuali. Pare che fu Ennio ad introdurre l'esametro nella letteratura latina, formando i suoi versi anche solo con degli spondei (infatti sono detti versi olospondaici).
In Ennio abbondano le metafore, sempre molto presenti nei poemi epici, le allitterazioni e l'uso della retorica.